# Dyé
Dyé ist eine französische Gemeinde mit 188 Einwohnern (Stand 1. Januar 2022) im Département Yonne in der Region Bourgogne-Franche-Comté. Sie gehört zum Arrondissement Avallon und zum Gemeindeverband Le Tonnerrois en Bourgogne. Die Bewohner nennen sich Dyéens.

## Geografie
Die Gemeinde liegt 30 Kilometer nordöstlich von Auxerre und etwa 50 Kilometer südlich von Troyes auf einem flachen Plateau zwischen den Flüssen Armançon und Serein. Das Gemeindegebiet wird vom Flüsschen Cléon durchquert, einem Zufluss des Armançon. Im bewaldeten Süden der Gemeinde (Bois Communal de Dyé) wird mit 252 Metern der höchste Geländepunkt erreicht. Nachbargemeinden von Dyé sind Flogny-la-Chapelle im Norden, Bernouil im Osten, Vézannes im Südosten, Collan im Süden, Maligny im Südwesten, Méré im Westen und Carisey im Nordwesten.

## Geschichte
1793 hieß die Gemeinde Die, 1801 Dije.

### Bevölkerungsentwicklung
| Jahr      | 1962 | 1968 | 1975 | 1982 | 1990 | 1999 | 2011 | 2021 |
| Einwohner | 243  | 258  | 195  | 163  | 151  | 175  | 203  | 197  |

Im Jahr 1851 wurde mit 478 Bewohnern die bisher höchste Einwohnerzahl ermittelt. Die Zahlen basieren auf den Daten von cassini.ehess und INSEE.

## Sehenswürdigkeiten
- Kirche Saint-Pierre
- Wasserturm

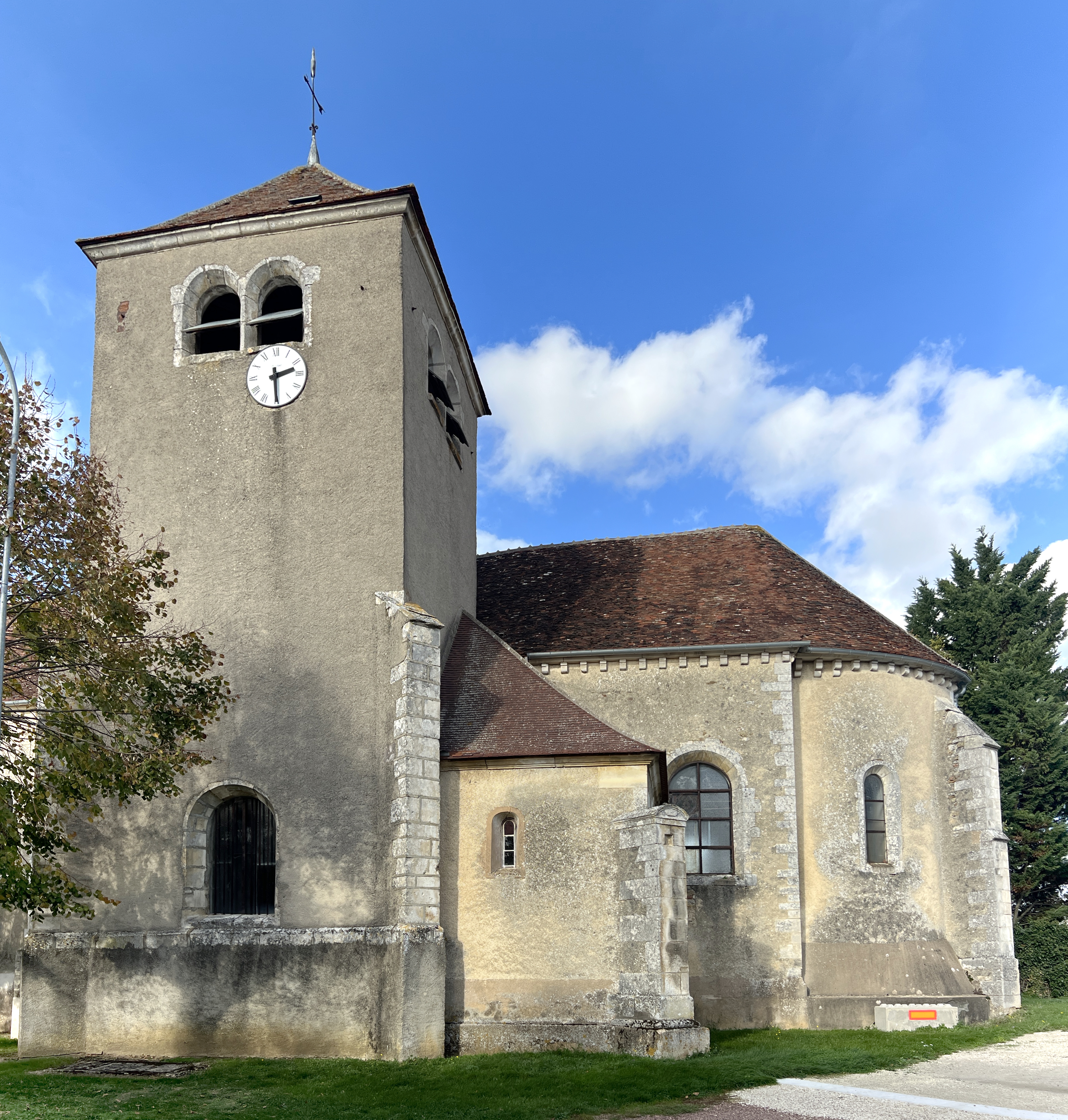
Kirche Saoint-Pierre
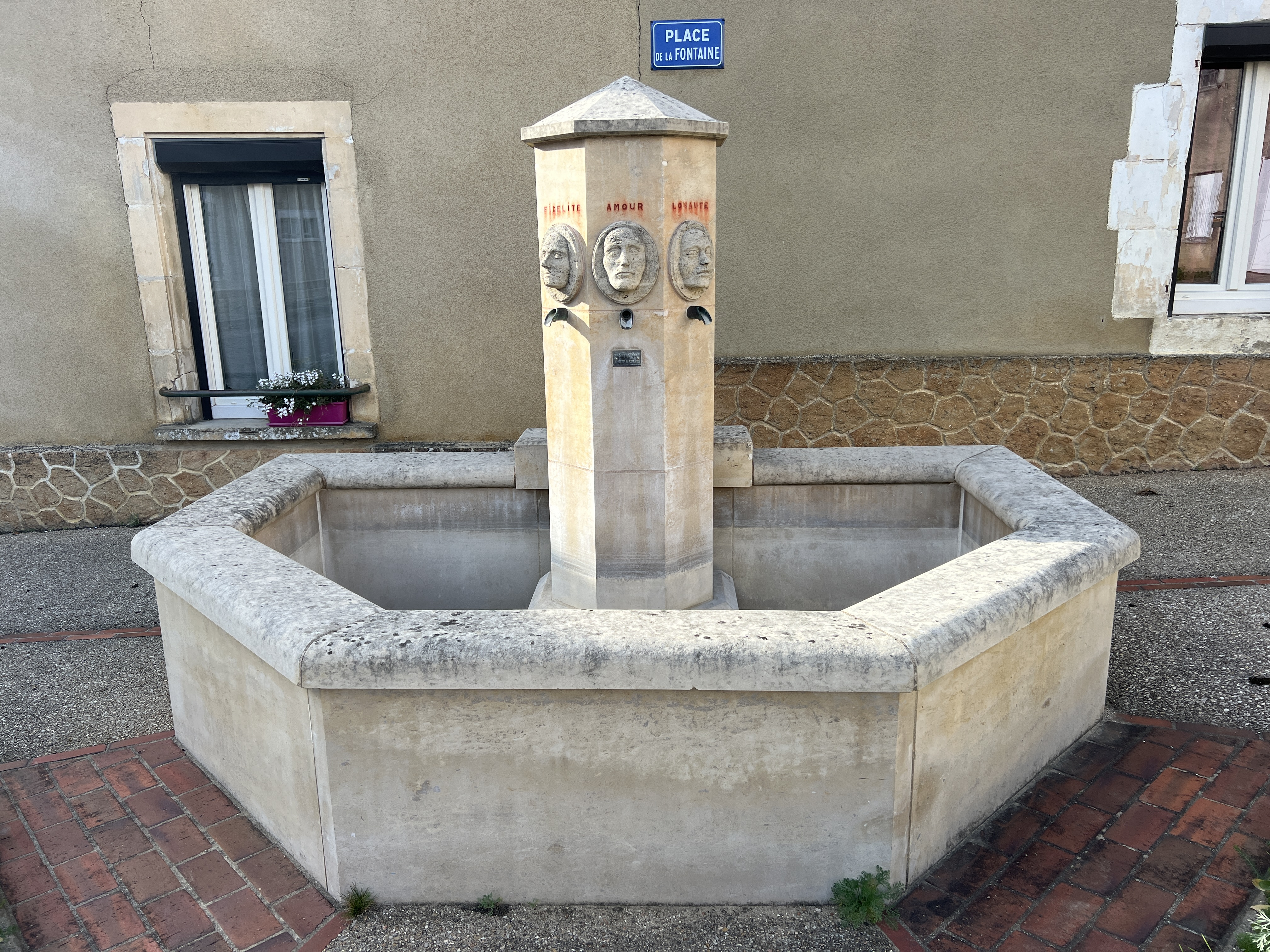
Brunnen
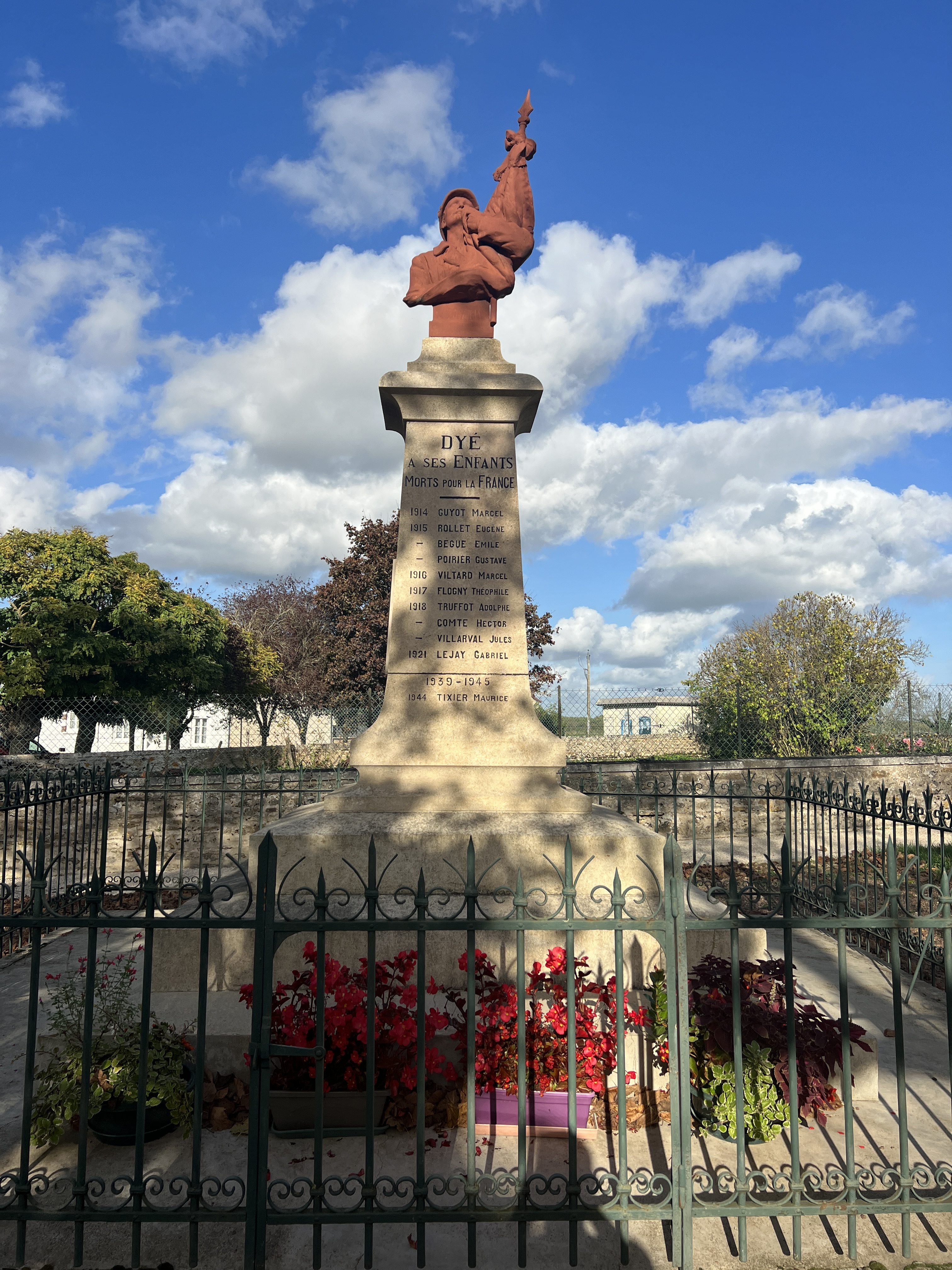
Gefallenendenkmal

## Wirtschaft und Infrastruktur
In der Gemeinde sind sechs Landwirtschaftsbetriebe ansässig (hauptsächlich Getreideanbau, ein Winzer).
Dyé liegt abseits der überregional wichtigen Verkehrsströme. Acht Kilometer nordöstlich von Dyé verläuft die Fernstraße D 905 von Sens nach Tonnerre. Der Bahnhof in der zwölf Kilometer entfernten Stadt Tonnerre liegt an der Bahnstrecke Paris–Marseille. Durch das Geniet der Gemeinde Dyé führt die Schnellfahrstrecke LGV Sud-Est, die Paris mit Lyon verbindet und von TGV-Zügen befahren wird.

## Belege
1. ↑  Ortsname auf cassini.ehess.fr
2. ↑  Dyé auf cassini.ehess
3. ↑  Dyé auf INSEE
4. ↑  Landwirtschaftsbetriebe auf annuaire-mairie.fr (französisch)